# Allied Security Trust
Allied Security Trust (AST) je sdružení, které usiluje o zmírnění rizika patentových nároků a soudních sporů pro své členy.
Členové přispívají na provozní náklady trustu a drží finanční prostředky v úschově na nákup patentů. Prostředky z úschovy každého člena jsou použity na nákup pouze těch patentů, o které má zájem. Členové, kteří se na nákupu podíleli, získávají licenci k patentům. Po určité době jsou patenty prodány nebo darovány. Tento postup je znám jako strategie „Catch and release“. AST nevede soudní spory.

## Členové
Členy Allied Security Trust byly v roce 2023 mimo jiné následující subjekty:
- Avaya
- Adobe
- Cisco
- Dolby
- Google
- IBM
- Intel
- Meta
- Microsoft
- Oracle
- Philips
- Salesforce
- ServiceNow
- Snap
- Sony
- Spotify
- Uber
- Verizon

## Vedení
- Russell Binns, Jr., CEO [4]
- Kerry Hopkin, CFO[4]
- Ray Strimaitis, VP, Corporate Development & Global Strategy
- Mihir Patel, VP, Technology